# ハイキック・ガール!
『ハイキック・ガール!』（英題: HIGH KICK GIRL!）は、2009年公開の日本映画である。監督は西冬彦。

## 概要
映画プロデューサーの西冬彦の初監督作品。武田梨奈は初主演。ワイヤー、スタント、CGを使用しない、実践志向の空手アクション映画である。本職の格闘家が多く出演している。

## あらすじ
女子高生の土屋圭は空手をこよなく愛し、男顔負けの強さを誇る。だが、師匠の松村義明に認められない不満から“黒帯狩り”と称し、国誠館大学空手部の主将・松平に対戦を挑み、松平と空手部のメンバーを瞬殺してしまう。松村に口やかましく型稽古を叩き込まれる圭は「刀やピストルを持った相手と素手で戦えるわけがない」と松村の指導に物足りなさを感じていた。そんな圭が「壊し屋」を名乗る謎の武闘派集団にスカウトされる。壊し屋二軍メンバーと対戦し、彼らを見事倒せば仲間に入れ、賞金までもらえるというのだ。ボーイフレンドの中間亮介とともに廃校に赴き、壊し屋二軍メンバーを華麗に瞬殺する圭。ところが、壊し屋幹部の竜足に亮介を拉致されてしまう。竜足は15年前、松村に壊し屋集団を壊滅させられた恨みから不俱戴天の仇として松村を捜していたのだ。圭が松村の弟子であることを知った竜足は、彼女を利用して松村への復讐を虎視眈々と狙っていた。壊し屋一軍メンバーは松村道場を襲撃し、山本師範代らを半殺しの目に遭わせてしまう。修行中の松村に異変を知らせる圭であったが、彼女も壊し屋に連れ去られ、松村は弟子を救うため壊し屋の本拠地である廃校に向かう。次々に襲い来る壊し屋メンバーを打ち倒し、圭と亮介が監禁されている体育館に乗り込む松村。弟子を人質にとられた形で土下座を迫られ、やむなく要求に応じる松村であったが、壊し屋メンバーに叩き伏せられてしまう。圭は松村と亮介を危難から救うため、壊し屋メンバーの赤城健と戦い、辛勝する。松村はナイフを手に襲いかかる竜足を瞬殺。他のメンバーも次々に倒していく。追い詰められた壊し屋幹部・拳牙は松村を拳銃で射殺しようとするが、あえなく圭に返り討ちにされる。壊し屋壊滅後、松村は圭に白帯から空手をやり直すよう命じる。「強くなったな」という恩師の言葉に圭は初めて満面の笑みを浮かべるのであった。

## 登場人物

### 主人公
- 土屋圭 - 武田梨奈
- 中間亮介 - 高橋龍輝

### 松村空手道場
- 松村義明 - 中達也
- 山本師範代 - 神尾佑

### 壊し屋　幹部
- 拳牙（けんが） - 天野暁兒
- 竜足（りゅうそく） - 須藤雅宏

### 壊し屋　一軍　メンバー
- 天衝（てんしょう） - 杉澤一郎
- 空拳（くうけん）   - 八木明人
- 天倒（てんとう） - 山根和馬
- 天羽（てんは） - 鈴木信二
- 飛燕（ひえん）- 蒲生麻由
- 虎突（ことつ） - 横山一敏
- 飛翔（ひしょう）- 永嶋美佐子
- 蹴麗（しゅうれい） - 渡辺久江
- 跳華 - 杉山綾
- 跳猿 - 武田一馬
- 赤城健（あかぎけん）- 西冬彦

### 壊し屋　二軍　メンバー
- リン - 小林由佳
- ケイコ - 井村空美
- リカ - 秋元才加
- アユミ - 美里ゆう

### 国誠館大学空手部
- 松平主将 - 佳本周也

## 製作・エピソード

### スタッフ
- 監督・企画・原作：西冬彦
- プロデューサー：水野政明、中西研二、西冬彦
- エグゼクティブプロデューサー：吉田鏡、木村元子、坂井洋一
- アソシエイト・プロデューサー：金森和生
- 脚本：西冬彦、木村好克
- 撮影：松井信行
- 音楽：見里朝生
- スタントコーディネート：髙橋伸稔
- 制作プロダクション：デジタルハリウッド・エンタテインメント
- 製作：ハイキック・ガール！パートナーズ（名古屋テレビ放送、デジタルハリウッド・エンタテインメント、ヘキサゴン・ピクチャーズ）

### 音楽
- 主題歌「FUTURE」（歌：ステファニー）

## リリース
- ハイキック・ガール! [DVD]（2009年12月23日、ソニー・ピクチャーズエンタテインメント）
- ハイキック・ガール!豪華版（2枚組）[DVD]（2009年12月23日、ソニー・ピクチャーズエンタテインメント）
- 映画「ハイキック・ガール!」オリジナル・サウンドトラックCD（2009年5月27日、エスエムイーレコーズ）
- FUTURE [Single, MaxiCD]（2009年4月29日、エスエムイーレコーズ）
- ハイキックガール [Single, MaxiCD]（2009年5月27日、エスエムイーレコーズ）